# Koda EPPO
Koda EPPO ali oznaka EPPO je enolični identifikator za taksone v podatkovni zbirki organizmov, pomembnih za poljedelstvo in varstvo rastlin, ki jo razvija ter vzdržuje Evropska in sredozemska organizacija za varstvo rastlin (EPPO). Posledično se uporablja zlasti za kmetijske rastline, škodljivce in patogene.
Leta 2022 je zbirka vsebovala skoraj 100.000 taksonov (od tega več kot polovico rastlin), letno je dodanih nekaj tisoč novih.

## Sestava
Kodo sestavlja pet ali šest znakov, ki so praviloma akronim znanstvenega imena taksona. Pri vrstah, ki so osnovna kategorija v zbirki, jo sestavlja pet znakov za rastline in šest za druge organizme, pri čemer prvi trije ali štirje znaki predstavljajo rodovno ime, ostala dva pa vrstno. Za primer, krompir (znansveno ime Solanum tuberosum) ima kodo »SOLTU«, tobakov ščitkar (Bemisia tabaci) pa »BEMITA«. Pri virusih, kjer koncept vrste ni tako natančno določen, se praviloma uporablja uveljavljen akronim, tako ima virus šarke (Plum Pox Virus, PPV) kodo »PPV000«. Kode za višje taksone se začnejo s števko »1« in končajo z oznako taksonomske ravni.
Če se klasifikacija vrste spremeni, njena koda ostane nespremenjena. Tako ima denimo paradižnikov molj (Tuta absoluta) kodo »GNORAB«, saj je po nekoč veljavni klasifikaciji spadal v rod Gnorimoschema in so ga ob reviziji prestavili v rod Tuta, a šele po tem, ko je bil ustvarjen identifikator za vrsto.

### Zgled
| Taksonomska raven    | Takson         | Koda EPPO |
| -------------------- | -------------- | --------- |
| Kraljestvo (Regnum)  | Animalia       | 1ANIMK    |
| Deblo (Phylum)       | Arthropoda     | 1ARTHP    |
| Poddeblo (Subphylum) | Hexapoda       | 1HEXAQ    |
| Razred (Classis)     | Insecta        | 1INSEC    |
| Red (Ordo)           | Hemiptera      | 1HEMIO    |
| Podred (Subordo)     | Sternorrhyncha | 1STERR    |
| Družina (Familia)    | Aleyrodidae    | 1ALEYF    |
| Rod (Genus)          | Bemisia        | 1BEMIG    |
| Vrsta (Species)      | Bemisia tabaci | BEMITA    |

## Uporaba
Sistem kodiranja je bil razvit v koncernu Bayer v 1970. letih. Upravljanje zbirke je kasneje prevzel EPPO, še nekaj časa po tistem pa so se kode EPPO imenovale Bayerjeve kode.
EPPO uporablja kode za organizacijo svojih informacijskih sistemov za varstvo rastlin, kjer so zbrani podatki o karantenskih organizmih, fitosanitarnih ukrepih v državah članicah idr. Poleg tega jo v svojih informacijskih sistemih uporabljajo različna podjetja in druge organizacije na tem področju, kot sta Organizacija ZN za prehrano in kmetijstvo in koncern BASF.